# Wawern (Bitburg-Prüm)
Wawern (Bitburg-Prüm) é um município da Alemanha localizado no distrito (Kreis ou Landkreis) de Bitburg-Prüm, na associação municipal de Verbandsgemeinde Prüm, no estado da Renânia-Palatinado.